# GAU-13加特林機炮
GAU-13（GAU，全寫：Gun Automatic Universal，意為：通用自動火砲）是一門由美国武器製造商通用動力以GAU-8复仇者机炮為基礎所研製及生產的電力驅動式加特林式转管机炮，发射30×173毫米北約口徑機炮炮彈。

## 描述
GAU-13是在1970年代後期研發，它是以機炮筴艙作為其應用模式，主要是讓战斗机和攻击机於空對地和反坦克攻擊的戰鬥用途上使用。
GAU-13/A是以更為大型的GAU-8「復仇者」的機構為藍本的四管式轉管機炮，兩者使用相同的大质量30毫米彈藥。就像復仇者機炮，它使用了雙尾端設計的填彈系統，用過的彈罩可以回收進彈鼓內，並具有反向清理以卸下未發射的子彈。但是，不像GAU-8的是，它採用驅動方式由電動機與液壓驅動改為氣動驅動，因而讓它的射速降至2,400發／分鐘。據估計停機之間的最短時間是在第32,000發，使其成為一門非常可靠的武器。
GAU-13/A使用與復仇者相同系列的PGU-13高爆燃烧弹和PGU-14穿甲燃燒彈，當中還包含一種貧鈾穿甲彈。儘管其射速比七管式復仇者機炮有所下降，它仍然是一門火力非常強大的武器。
GAU-13/A的主要應用是裝在GPU-5/A機炮筴艙（原來是以GEPOD 30的型號銷售）以內使用。該機炮筴艙的長度是4,300毫米（169.29英吋），並可以安裝在任何標準北約762毫米（30英吋）懸架鎖耳（英語：Lug）。它可裝填353發無鏈彈藥，足夠大約9秒的火力持續時間。GAU-13/A的空重為600公斤（1,322.77磅），而滿載全重則是841公斤（1,854.09磅）。該機炮筴艙完全獨立。
GPU-5/A的研製目的是為了可在各式各樣的美國戰術飛機，包括F-15鷹式戰鬥機和F-16戰隼戰鬥機上載運。在1980年代中期，美国空军考慮對F-16的空中密接支援（英語：Close Air Support，簡稱：CAS）任務的一個專門衍生型上使用GPU-5，作為A-10雷霆二式攻擊機的替代或輔助。
然而，事實卻證明GPU-5機炮筴艙的服役表現並不能令人滿意。它曾在1991年海湾战争的期間裝在一些屬於空軍國民警衛隊的F-16戰隼戰鬥機上進行過短暫的嘗試，但在幾乎在戰鬥使用的一天以後就從服役中除名，因為它的精度非常差劣。儘管機炮的彈道特性令人印象深刻，但是用以架接的掛點並沒有足以防止變形的剛性，而武器的沉重後座力更造成了掛載點的錯位問題進一步加劇。此外，GPU-5亦沒有整合到F-16的火控及瞄準系統上。所以現在GPU-5已不再在美國服役，目前只有一些泰國F-5E虎II式戰鬥機仍然在攜帶及使用該武器，另外亦曾被F-20虎鲨战斗机所試用。
1995年秋季，美国海軍陸戰隊曾在LCAC-66氣墊登陸艇上進行安裝GPU-5的試驗，作為一種可為登陸部隊提供壓制火力的潛在武器。該機炮筴艙就安裝在一個標準的MAU-12炸彈掛載架，而它本身就安裝在標準貨物集裝箱。它曾被認為，四個這樣的集裝箱可以由LCAC來進行攜帶。而所得到的組合變成了氣墊平台火砲（英語：Gun Platform Air Cushion，簡稱：GPAC）的參考。到了1997年，海軍陸戰隊曾報告他們收購了美國空軍剩餘的GAU-13/A機炮和GPU-5機炮筴艙的整個存貨。其實除了氣墊平台火砲以外，GAU-13/A也曾被吹捧為船舶和地面車輛，例如LAV-25的可能武器。

## 使用國
- 美国
  -  美国空军

## 資料來源
1. ↑  .   [2014-04-29]. （原始内容存档于2014-04-29）.

- f-16.net（页面存档备份，存于）
- Friedman, Norman (1997). The Naval Institute Guide to World Naval Weapon Systems. Naval Institute Press.  ISBN 978-1-55750-268-1.
- Polmar, Norman (2004). The Naval Institute Guide to the Ships and Aircraft of the U.S. Fleet. Naval Institute Press. ISBN 978-1-59114-685-8.

## 外部連結
- （英文）—Globalsecurity.com's article on the GAU-13（页面存档备份，存于）
- （英文）—Probert Encyclopaedia—GAU-13/A
- （英文）—Federation of American Scientists－GAU-13（页面存档备份，存于）
- （简体中文）—D Boy Gun World（槍炮世界）—GAU-13/A机炮（页面存档备份，存于）